# ویکی‌پدیای ترکی استانبولی
ویکی‌پدیای ترکی استانبولی (به ترکی استانبولی: Türkçe Vikipedi) نسخهٔ زبان ترکی استانبولیِ دانشنامهٔ آزاد ویکی‌پدیا است. این نسخه در ماه دسامبر سال ۲۰۰۲ (میلادی) ایجاد شده‌است.
شمار مقالات ویکی‌پدیای ترکی استانبولی در ۳ فوریهٔ ۲۰۰۸ از مرز ۱۰۰٬۰۰۰ مقاله گذشت، و تا ۱۰ آوریل ۲۰۰۹ شمار مقالات آن به بیش از ۱۲۶٬۰۰۰ رسید. این نسخه تا تاریخ ۳۰ اکتبر ۲۰۱۲ بیست‌وپنجمین زبان ویکی‌پدیا از نظر شمار نوشتارها است.
ویکی‌پدیای ترکی استانبولی از نظر ژرفای دانشنامه (تعداد ویرایش‌ها در مقالات)، که از نشانه‌های کیفیت نسخه‌های مختلف ویکی‌پدیا است، با داشتن شاخص ۲۱۵، جزو رتبه‌های بالا قرار دارد.

## سانسور ویکی‌پدیا
از ساعت ۸ بامداد روز شنبه ۲۹ آوریل ۲۰۱۷ (۹ اردیبهشت ۱۳۹۶) دسترسی به پایگاه اینترنتی دانشنامهٔ ویکی‌پدیا به تمامی زبان‌های آن، و ازجمله زبان ترکی استانبولی، در این کشور قطع شد. سازمان اطلاعات و فناوری اطلاع‌رسانی ترکیه در بیانیه‌ای اعلام کرد که «بعد از ارزیابی‌های فنی و بررسی‌های حقوقی، بر اساس مادهٔ ۵۶۵۱ قانون نظارت اینترنتی، این تصمیم اتخاذ شده‌است.» خبرگزاری فرانسه، به نقل از رسانه‌های دولتی ترکیه، نوشته‌است که این محدودیت به دلیل ناموفق بودن ویکی‌پدیا در «حذف محتوای مشوق تروریسم و حاوی اتهام همکاری ترکیه با گروه‌های تروریستی» صورت گرفته‌است. جیمی ویلز، بنیانگذار ویکی‌پدیا در واکنش به این اقدام رژیم ترکیه، در صفحه توئیتر خود تصریح کرد که «دسترسی به اطلاعات از حقوق اساسی بشر است» و خطاب به مردم ترکیه گفت که «در جدال برای دستیابی به این حق، همواره در کنار شما خواهم بود».

لوگوی ویکی‌پدیای ترکی پس از اِعمال سانسورها در مطالب آن